# 아르네 보리
클라에스 아르네 보리(스웨덴어: Claes Arne Borg, 1901년 8월 18일~1987년 11월 7일)은 스웨덴의 수영 선수이며, 1920년대에 세계 기록을 32번이나 바꾼 것으로 유명하다.
보리는 1926년 Svenska Dagbladet Gold Medal을 에드빈 빌데와 공동으로 수상하였으며, 유럽 선수권 수구에서 은메달을 따기도 했다.

## 클럽
- Stockholms KK

## 같이 보기
- 수영 자유형 400m 세계 기록 추이
- 수영 자유형 800m 세계 기록 추이
- 수영 자유형 1500m 세계 기록 추이